# Stadler EC250
A Stadler EC250, amely SMILE néven is ismert, a Schneller Mehrsystemfähiger Innovativer Leichter Expresszug rövidítése (magyarul: „gyors, több rendszerű, innovatív, könnyű expressz vonat”), egy nagysebességű többegységes motorvonat, amelyet a svájci Stadler Rail fejlesztett ki a Svájci Szövetségi Vasutak (SBB) számára. A Stadler Rail szerint a világ első egyszintes, alacsonypadlós, emeletes nagysebességű vonata.
A tizenegy kocsis egységek maximális sebessége 250 km/óra, s hosszuk 200 méter; legfeljebb 400 utas befogadására alkalmasak. 2014-ben a Stadler Rail pályázatot nyert, amelynek keretében 29 egységet szállítottak 2019-ben 980 millió CHF ár ellenében (kb. 1,1 milliárd amerikai dollár), további 92 egység kiszállításának lehetőségével. A vonatok várhatóan először Milánó és Bázel/Zürich között, az Alpokon keresztüli vasútvonalon közlekednek, helyettesítve az ETR610 vonatokat.

## Fordítás
Ez a szócikk részben vagy egészben  a   Stadler EC250 című angol Wikipédia-szócikk ezen változatának fordításán alapul.  Az eredeti cikk szerkesztőit annak laptörténete sorolja fel. Ez a jelzés csupán a megfogalmazás eredetét és a szerzői jogokat jelzi, nem szolgál a cikkben szereplő információk forrásmegjelöléseként.